# مسجد كوكاتيب
مسجد كوكاتيب، هو أكبر مسجد في العاصمة التركية أنقرة. ومن أكبر مساجد العالم حيث يحتوي الحرم على مصلى واسع يمكنه احتواء 24 ألف مصلي 

## فكرة بناء
وتعود فكرة بناء المسجد إلى عام 1940 ولكنهُ شيد وبني في الفترة بين عامي 1967، 1987، إذ أفتتح المبنى في كيزيلاى Kızılay وجُعل حجمه وموقعه واضحاً ليكون معلماً بارزاً يمكن رؤيته من أي مكان من وسط العاصمة أنقرة تقريباً، ويحتوي الجامع على أربعة مآذن عالية الأرتفاع إذ يبلغ طول مآذنه الأربعة 88 متر.

## الطراز والإستيعاب
وبالرغم من أنه مسجد حديث لكنه في الواقع مصمم على الطراز العثماني الكلاسيكي  ليعتبر بناء انتقائي مستوحى من جامع السليمية في أدرنة، ومساجد Sehzade والسلطان أحمد في إسطنبول. يحتوي على اربع ماذن ويعتبر أكبر مسجد في العاصمة التركية انقرة حيث يستوعب حوالي 24 ألف مصل.